# Golden Sun
Golden Sun (黄金の太陽 開かれし封印 Ōgon no Taiyō Hirakareshi Fūin) és la primera entrega d'una sèrie RPG per a Game Boy Advance de Nintendo per Camelot Software Planning. Fou llançat l'any 2001, amb una continuació, Golden Sun: The Lost Age, el 2003. Golden Sun es va popularitzar com un dels RPG més famosos de la història en poc temps.
Encara que la versió en anglès de Golden Sun no té un subtítol, la versió japonesa sí: Hirakareshi Fuuin (traduït a l'anglès com "The Broken Seal" per la comunitat de fans del joc). Golden Sun (Sol Daurat) fou traduït a diversos idiomes, en castellà va ser reconegut per la fantasia a l'aventura de Hans (Isaac en anglès, o el nom que el jugador desitgi) amb poders, anomenada Psinergía en l'edició espanyola.
El 2003, en va sortir la continuació: Golden Sun The Lost Age (L'era perduda) en la qual el personatge principal és Félix, antagonista secundari del primer joc, que amb l'ajut de la seva germana Nadia (Jenna en la versió en anglès), l'erudit Kraden, Sole (Sheba en anglès) i Piers busquen resoldre els misteris i secrets del món de Weyard. En aquest joc pot utilitzar-se la informació del primer joc per continuar l'aventura de Hans, Garet, Iván i Mia, protagonistes de la primera entrega.

## Sinopsi

### Història
La història es desenvolupa en el poble de Tale (Vale, en la versió original). Tot va començar una nit de tempesta provocada pel Temple Sonne (Sol Sanctum), al Mont Aleph, del qual es diu que és el principi de l'origen de la vida i de l'Alquímia en el món de Weyard. La tempesta fou provocada perquè els dos grans antagonistes del primer joc, els poderosos Saturos i Menardi, dos grans adeptes i guerrers del Clan Mart de Prox, irromperen en el temple de la muntanya sagrada i intentaren apropiar-se de les sagrades Estrelles Elementals, la base de l'Alquímia, incorrectament. La seva acció va provocar la mort de molts innocents, entre ells el pare de Hans, protagonista de la saga, Félix, un amic d'infància de Hans, i els seus pares.
Tres anys després, Hans, Garet i Nadia aprenen a dominar la psínergia. Però Saturos i Menardi tornen al poble de Tale amb la intenció de robar les Estrelles Elementals de nou. Hans adepte de Venus, Garet, adepte de Mart, Nadia adepta de Mart, i Kraden, l'erudit, intenten penetrar al Temple Sonne per aconseguir les Estrelles Elementals abans que ells. Però tots els seus esforços són inútils: quan aconsegueixen arribar a la Cambra de les Estrelles Elementals, Saturos i Menardi els segueixen i, amb l'amenaça de fer mal a Kraden i a Nadia, aconsegueixen tres de les quatre Estrelles Elementals.
Entre els aliats de Saturos hi figura Félix, germà de Nadia, a qui tots donaven per mort, i Álex, adepte de Mercuri. Quan sembla que Hans es disposa a entregar l'última estrella, concretament la de Mart, a Saturos, s'inicia un terratrèmol i el Mont Aleph comença a entrar en erupció. Saturos i els seus s'escapen, però no abans sense segrestar Kraden i la germana de Félix. Quan fugen i sembla que Hans i el seu amic Garet estan a punt de morir, el Savi, el senyor de la creació de l'Alquímia, similar a un déu que es presenta en forma de roca flotant amb un sol ull, i guardià de la cambra, els salva. Llavors, el Savi els encomana la missió d'aturar Saturos i Menardi, recuperar les estrelles i salvar el món d'una destrucció segura, evitant que s'encenguin els Fars Elementals de Weyard amb les Estrelles Elementals, la qual cosa alliberaria el poder de l'Alquímia.
Els dos herois inicien la seva cerca. A Vault s'alien amb Iván, un jove adepte de Júpiter. Junts arriben fins a la ciutat septentrional d'Ímil, on es troba el primer Far Elemental, el Far de Mercuri. Allí, en el transcurs del far, coneixen a una remeiera, Mia, una jove adepta de Mercuri, i junts es disposen a vèncer els intrusos que han penetrat en el far, que no ningú més que el grup de Saturos. Allà, en el cim del far, els joves adeptes protagonistes contemplen atònits com el far es troba ja encès quan arriben al capdamunt, i com s'escapen de nou els malvats juntament amb Nadia i Kraden. Però Saturos es queda al far per veure les habilitats dels seus perseguidors en l'ús de la Psínergia.
Després d'una ferotge batalla, Saturos és derrotat perquè el poder del far de l'aigua limita els seus poders de foc. Tot i això, Saturos s'escapa amb la intervenció d'Àlex i els protagonistes, per molt que han aconseguit una victòria important davant de Saturos, no els ha servit per evitar que s'encengués el far i els malvats fugissin amb les Estrelles Elementals. Però això no atura Hans, qui continua perseguint Saturos fins al Far de Venus, el pròxim far, situat al nord del continent veí. Durant el seu viatge fins a Lalivero, ciutat on es troba el far, Saturos i Menardi han segrestat Sole, una adepta de Júpiter a la qual necessiten per la seva missió.
El clímax del joc, i l'esdeveniment més important del joc, és la confrontació final de Saturos i Menardi contra Hans, Garet, Iván i Mia, així com el reacat de Kraden, Nadia i Sole, un objectiu secundari dels herois. Després de batalles innumerables, d'aventures paral·lels a la seva missió principal, com la promesa feta a Lord Babi de trobar Lemúria, Hans i el seu grup arriben al Far de Venus. Allí, Saturos i Menardi, que estaven a punt d'encendre el far, discuteixen amb Félix, el qual no està d'acord amb haver segrestat la jove Sole i els desafia. Hans aprofità aquest moment per combatre Saturos i Menardi. Després d'una cruenta batalla, Saturos i Menardi són derrotats, però no definitivament. Amb les poques energies que els quedaven, ambdós aconsegueixen encendre el Far de Venus, que en estar el seu poder en simbiosi amb el foc, l'element terra dona força als adeptes de Mart.
Saturos demana a Félix que s'endugui Sole mentre ell i Menardi uneixen forces gràcies a la psinergía i es converteixen en Drac Fusió, un poder només reservats pel Clan de Mart. Després de tornar-se a enfrontar al grup de joves en un combat que ha de decidir el destí de Weyard, Hans i el seu grup aconsegueixen derrotar-los. Saturos i Menardi, són vençuts finalment, i cauen del far, morts i acabats. El joc finalitza amb les breus escenes que continuarien el joc: com Félix, Àlex, Nadia, Sole i Kraden seguirien encenent els fars restants, i com el grup de Hans intentaria aturar-los perquè no destruïssin el món.

### Personatges

#### Personatges controlables

##### Hans

Els personatges Hans, Garet, Iván i Mia, protagonistes del primer Golden Sun.

Hans (ロビン Robin) és el jove protagonista principal de Golden Sun, i probablement de la saga sencera. Hans és un adepte de Venus, l'element Terra i té 17 anys. Hans era un nen en la seva introducció en la saga i fou víctima de la mort del seu pare, Frank, i dels seus amics en una nit de tempesta, de manera que la seva infància fou traumàtica. També de molt petit fou apallissat, juntament amb el seu millor amic Garet, per dos misteriosos guerrers anomenats Saturos i Menardi, que eren els causants de la intrusió a la seva terra sagrada de Tale i del Mont Aleph i, per tant, els causants de la tempesta i de la mort del seu pare. Tres anys després, juntament amb Garet i Nadia, aprèn a dominar una energia molt talentosa que el servirà més endavant per les seves aventures: la Psínergia, això significava que són adeptes.
Hans, Garet i Nadia anaven a veure a Kraden, el mestre erudit del poble, però en el seu camí es trobaren els misteriosos Saturos i Menardi. Quan Hans i els altres s'ho expliquen a Kraden, el qual sospita que estava penetrant de nou al Temple Sonne, tots es disposaran a trobar junts en el temple les Estrelles Elementals, per així, en paraules de l'erudit, evitar la catàstrofe imminent. Quan arriben al cor del Temple, Hans activa un mecanisme que li va permetre, a ell i als seus amics, arribar a la Cambra de les Estrelles Elementals, la mateixa font de l'Alquímia en estat pur.
Hans, juntament amb Garet, a petició de Kraden, agafa les estrelles, però quan agafà tres d'elles, Saturos i el seu grup aparegué. Entre ells estaven Fèlix, el seu amic d'infància que donaren per mort. Saturos va demanar que agafés l'última estrella i les donés al seu company Àlex, un jove adepte de Mercuri aliat de Saturos i Menardi, altrament Kraden sortiria mal parat. Hans li entrega tres de les estrelles, però quan va agafar l'última vara iniciar una erupció volcànica al Mont Aleph. Saturos i el seu grup varen fugir amb l'esperança que Hans sobrevisqués per tal de rescatar a Nadia i a Kadren i treure-li l'última estrella.
Hans juntament amb Garet foren salvats per El Savi, guardià de l'Alquímia, i aquest l'hi encomanda la missió de derrotar a Saturos i recuperar les estrelles. En mans de Hans estava el destí del món Weyard. Hans, es disposà a complir el seu deure i destí. Hans i Garet viatjaren i feren nous aliats com Iván, adepte Júpiter i Mia, adepta de Mercuri. Junts volen detenir a Saturos i Menardi i salvar el món. Hans i els seus amics derrotaren a Saturos en el Far de Mercuri, però Saturos no morí, i fou rescatat per Àlex. Hans no va poder evitar que el malvat Saturos encengués el primer far. De nou, Hans va seguir els seus passos pel continent d'Angara i Gondowan per vèncer Saturos i Menardi, recuperar les estrelles, i salvar als seus amics, entre ells Sole, una jove adepta de Júpiter que Saturos havia segrestat. Quan van arribar al Far de Venus, i, al final, Hans i els seus companys van poder derrotar i, finalment, matar a Saturos i Menardi. Tanmateix, no aconseguiren que els malvats encegaren el far.
Però el que Hans no s'esperava és que Fèlix continués amb la recerca dels fars restants per destruir el món. Hans, que no ho pot entendre. decideix que també derrotaria Fèlix. Al final Fèlix i Sole escapen – tot i que Hans es pensa en un moment que moren – i aquí es començarà la persecució per derrotar a Fèlix i Àlex, recuperar les estrelles i els seus amics.

##### Garet
Garet (ジェラルド Jerarudo) és un jove adepte de 17 anys de Foc, de Mart, procedent de Tale. És el millor amic d'infància d'en Hans. Garet va ser brutalment apallissat per Saturos i Menardi junt amb Hans quan era petit. Anys més tard es convertí en adepte de foc. Va seguir a Hans i a Kraden per detenir la conspiració de Saturos durant la recerca de les Estrelles Elementals en infiltració del Temple Sonne, en el Mont Aleph. Junts Garet i Hans aconsegueixen les Estrelles, però de res va servir, perquè Saturos l'hi prengué per la força. Després d'això, Saturos escapa amb Kraden i Nadia d'ostatges, i Garet i Hans són rescatats per El Savi.
Junts, Garet i Hans, per les ordres d'El Savi, s'endinsaran en una meravellosa aventura repleta de misteris, màgia, i aventura. Però no tindran temps per gaudir-la, car el malvat Saturos planeja encendre els Fars Elementals i retornar l'Alquímia al Weyard. Junts, Garet i Hans es troben amb poderosos aliats i amics – Iván i Mia – per combatre els malvats Saturos i Menardi, recuperar les estrelles, i salvar als seus amics presos pel grup d'en Saturos. Jas el
 aconseguiren derrotar individualment en el Far de Mercuri, però Saturos sobrevisqué, tot i així el far fou encès.
Més tard del joc, en el desenllaç d'aquest, Garet junt amb Hans i el seu equip, aconsegueixen arribar a l'últim combat contra Saturos i Menardi, en el Far de Venus i junts els derroten. Però, malauradament, el segon far és també encès. També, encara que la història de Saturos s'haguí acabat, Félix, un amic d'infància seva traïdor i aliat de Saturos, continuarà amb la missió d'aquest, fet que no entén Garet, Hans i els altres. Ara el seu enemic és en Félix.

##### Iván
Iván (イワン Iwan) és un jove de 15 anys, i és un adepte de Júpiter, de l'element Vent. A Golden Sun, no se sap el veritable passat d'Iván, l'únic que sap és que va ser criat per Lord Hammet, un mercader de gran prestigi en Yeyard, sobretot al continent d'Angara i fundador de la gran ciutat comercial més important del món, Kalay. Iván és, per tant, el seu deixeble. Durant la seva introducció, Iván és cèlebre en poders Psínergetics, tals com poder llegir la ment de les persones que toca o que està prop d'elles.
A l'inici de la introducció a Iván li roben el Bastó Xaman, que més tard serà de gran ajuda per a la missió, però el recupera amb l'ajut de Hans i Garet. Més tard, s'adona de la missió d'aquests dos i decideix a unir-se a la causa del seu objectiu. Iván més tard, juntament amb Hans salva a Hammet del segrestador i lladre Dodonpa, un malvat. Quan el salven Hammet li entregà el Bastó Xaman i li demana que durant les seves aventures viatgi a Hesperia, un altre continent. Iván té la missió de derrotar a Saturos i Menardi, juntament amb el seu líder i amic, Hans, i els seus dos companys, Garet i Mia.

##### Mia
Mia (メアリィ Mearī) és una jove adepta de Mercuri, de l'element Aigua, i té una edat de 17 anys. Mia en els fets del joc, era l'adepta i anciana més poderosa del Clan Mercuri de l'Aigua de Ímil – aspecte que era força clar fins que va aparèixer Àlex amb els seus nous poders guanyats sent aliat de Saturos –i l'anciana més prodigiosa d'aquest. Els seus poders guaridors són molt útils per a la gent del Clan Mercuri, que està sempre amb febres i altres malalties provocades per les baixes temperatures de Ímil. Les seves relacions amb el misteriós Àlex no són gaire conegudes a Golden Sun, l'únic que se sap és que eren del mateix poble.
Mia era la guardiana del poble i del Far de Mercuri, fins que un dia Saturos, guiat per Àlex, irromperen en el far amb la intenció d'encendre'l. Mia fou ràpidament al far per impedir-lo i s'alia en el camí amb Hans per combatre a Saturos i Menardi. Però fou massa tard, i Saturos encengué el far amb l'Estrella Mercuri. Mia decidí unir-se al grup de Hans per intentar detenir a Saturos, salvar el món, i rescatar els amics de Hans de les urpes de Saturos i Menardi.

#### Antagonistes

##### Saturos i Menardi
Saturos i Menardi (テュロス Satyurosu i メナーディ Menādi) són els principals antagonistes de Golden Sun. També són, juntament amb Àlex, els antagonistes més durares d'aquesta. Saturos i Menardi són membres del Clan Mart del Foc de Prox, una tribu de guerrers molt poderosos que controlen el foc. Són adeptes de foc, evidentment tal com el seu clan indica. Aquests dos antagonistes són els causants de les desgràcies que pateixen tots els personatges durant el primer joc. Cal destacar que no se sap quines són les seves intencions i el perquè volen encendre els Fars Elementals. Foren ells qui mataren al pare de Hans en un accident sense voler, provocant una tempesta al pròleg del joc, intentant arribar al cor del Temple Sonne.
Saturos i Menardi busquen alliberar l'Alquímia per motius desconeguts, tal com s'ha indicat més amunt. Durant els fets del joc, i tres anys després de la pallissa que li propinaven a Hans, Saturos i Menardi segueren a aquest a la Cambra de les Estrelles Elementals i les robaren i segrestaren a Nadia i a Kraden. Més tard, Hans i els seus amics lluiten contra Saturos individualment en el Far de Mercuri, on el guanyen, però només perquè el far de l'aigua debilità els seus poders del foc. Saturos escapa amb l'ajuda d'Àlex.
Al clímax del joc, Saturos i Menardi disputaren el seu últim combat contra Hans al Far de Venus. Abans de morir en les seves mans i fallar en la seva missió, van preferir convertir-se en Drac Fusió i acabar amb Hans i els seus aliats. Però, Hans aconsegueix derrotar el drac. Saturos i Menardi acaben morint caient en l'abisme del far.

##### Àlex
Àlex (アレクス Arekusu) és un antagonista secundari que ajuda a Saturos i Menardi a encendre els Fars Elementals. És un jove misteriós d'edat i de passat desconegut. L'únic que se sap del seu passat és que formava part del Clan Mercuri de l'Aigua, juntament amb Mia, i era un dels seus ancians i adeptes més poderosos i emblemàtics. No se sap en quin moment Àlex aprèn el moviment i la tècnica de teletransport, l'únic que se sap és que les domina i les utilitza diverses vegades al joc. La seva introducció fou a la Cambra de les Estrelles Elementals, on comença de debò els fets de la trama de l'argument.
En algun moment determinat de la història, Àlex, per motius desconeguts, s'alia amb Saturos i Menardi per tornar l'Alquímia al món de Yeyard. Àlex mai, en el transcurs del joc, ha combatut directament amb Hans, però sí que li ha fet la vida impossible, com pasa en el Far del Mercuri, quan Hans derrota a Saturos i aquest no podia aixecar-se degut al poder del far que contrarestava els seus poders de foc, i Àlex aparegué per endur-se'l i curar-lo. Al final del joc, Àlex en la península d'Idejima descobreix a Fèlix i a Sole caiguts del Far de Venus.

## Jugabilitat
Golden Sun està dissenyat en homenatge directe a la fórmula del RPG clàssic, en la qual el jugador controla un grup de personatges que interaccionen en el món dins d'una història predefinida. El joc està construït de dues formes primàries: l'exploració de les distintes seccions del món i la conducció de batalles en una pantalla separada, en la qual el grup del jugador ha de conquerir exitosament un grup enemic a través d'una batalla en torns diferents.

### Exploració

Hans usant la Psínergia.

El jugador controla un grup de quatre personatges que han de ser guiats a través del món del joc, recollint objectes i portant a terme diverses missions fins a arribar a la missió final, de la qual en tots els RPG tracta d'una batalla contra l'enemic més poderós del joc. Per progressar, el jugador ha de parlar amb diferents NPC (Non Player Character), els quals es troben en les ciutats, i esbrinar, a partir del destí, on és el següent objectiu de la trama que succeïx. A Golden Sun, el més difícil és la resolució de diferents tipus de puzles, la majoria dels quals impliquen trobar un camí a través d'una corresponent situació, realitzant diverses accions per portar a terme efectes que permetrien progressar al jugador, i molts d'aquests són fruit de l'ús de la Psinergia que controla els quatre elements de l'alquímia (terra, foc, aire i aigua).

### Batalla
Com en tots els RPG, les batalles contra enemics (quasi tots aleatoris) són per torns, és a dir, com si es tractés d'un joc de cartes. Un jugador sempre té un torn per decidir què fer: atacar, invocar, sortir corrents, etc. Això fa que no hi hagi tanta llibertat d'acció com en un ARPG (Action Rol Playing Game), en el qual els combats són en temps real. En el cas de Golden Sun, el personatge que ataca primer és el que té un grau d'agilitat major. Cada un dels personatges controlables pot atacar amb l'arma que porta equipada, usar energia mental (això consumeix la barra de Psynergia o PP), utilitzar uns éssers anomenats Djinns per fer atacs més contundents o bé utilitzar aquests mateixos Djinns per invocar esperits més poderosos tals com Thor, Meteorit, Boreal, Judici Final (Judici Final), Flora, Procne, Tiamat, Neptú (Neptuno), Cibeles, Atlanta, Kirin, Nereida i Ramsés. En el segon videojoc s'inclouen invocacions més temibles i poderoses.

## Crítiques i vendes
| Publicació        | Puntuació  | Detalls                 |
| ----------------- | ---------- | ----------------------- |
| IGN               | 9.4 de 10  | Joc de l'any de la GBA. |
| Nintendo Power    | 9.7 de 10  | Joc de l'any de la GBA. |
| Nintendo Acción   | Excel·lent | Joc de l'any de la GBA. |
| Thunderbolt Games | 9/10       | Joc de l'any de la GBA. |

Inicialment, Golden Sun generalment rebia crítiques força negatives. Després, molts es fixaven únicament amb els gràfics vibrants del joc, de gran qualitat, i que ha millorat per la jugabilitat d'un RPG, amb particular optimisme sobre el sistema de joc basat en Djinn i Batalla per torns, el que li donaria bones crítiques. També va ser mal criticat sent gràficament atordit per a les limitacions del cartutx de 32 bits, en què per exemple, Gamespot es fixi en què "Golden Sun'' és un joc d'aventura semblant a l'època de la SNES' best. TV de G4 manifesta "és el millor RPG original per la GBA de l'actualitat", mentre GamePro feia bones crítiques de Golden Sun tot dient que era enorme, fantàstic, creatiu, i perversament divertit RPG que no sembla que fos un joc 'només' en per GBA. Golden Sun és considerat el 31è millor joc fet en un sistema Nintendo en Nintendo Power, superant 200 videojocs en una llista feta per la diversos crítics.
El 2001, Golden Sun guanyava el títol de millor joc de Game Boy Advence de l'any al Premi de Nintendo Power per millor videojoc. Golden Sun era classificat 94 en la Part Superior d'Elecció de Lectors d'IGN als 100 videojocs. En 2007, apareixia reflectint-se el 24è millor joc de GBA de tots el temps en el tret d'IGN, així com és videojoc del mes d'abril de 2003 perquè tenia "sorprenents gràfics i bona presentació, així com un conte de fades que dura més de trenta hores." Golden Sun ha venut 740.000 còpies en els EUA i 338.000 en Japó.